# Chiesa di Santa Margherita (Cinisello Balsamo)
La chiesa di Santa Margherita è un edificio religioso cattolico situato a Cinisello Balsamo, nel quartiere Cornaggia, sussidiaria della chiesa di San Martino.

## Storia

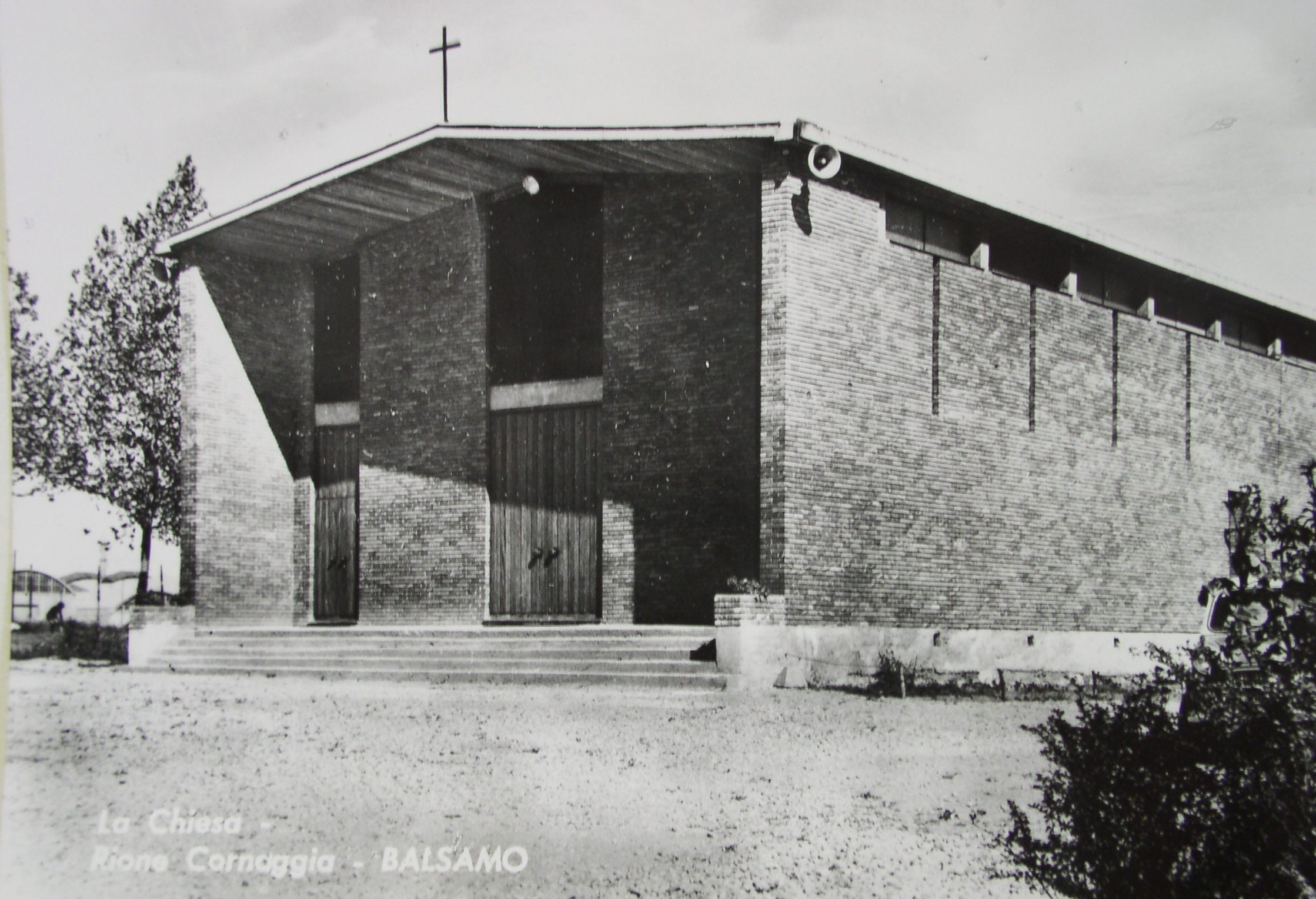
La chiesa nel 1961.

Dalla visita pastorale di Leonetto Clivone, rettore della casa dei gesuiti di Milano, avvenuta nel 1567, si registra la presenza di un oratorio dedicato a Santa Margherita Maria Alacoque, ubicato all'interno di un nucleo edilizio privato in via Engels, frazione Cornaggia. La continua crescita demografica negli anni del 1950, però, rese necessaria la costruzione di una nuova chiesa nel quartiere, a pochi metri dalla struttura attuale. Qui affluiscono i fedeli, oltre che dalla medesima frazione, anche da quelle di Robecco e Bettola. L'antico oratorio è ancora esistente ma versa in uno stato di completo abbandono.
La costruzione della Chiesa di Santa Margherita avviene nel 1961, in concomitanza della costruzione della nuova chiesa parrocchiale di San Martino. Infatti l'uso dei mattoni a vista e gli elementi in cemento armato all'interno ricordano la chiesa madre ubicata in piazza Soncino. Come quella realizzata dall'architetto Claudio Latocca, con la collaborazione degli architetti A. Olgiati e G. Sartorio, l'architettura risulta semplice e compatta.
Dal 30 settembre 2018 la chiesa ospita le celebrazioni sia di rito cattolico ambrosiano, sia di rito ortodosso del patriarcato di Mosca, grazie ad un accordo tra le parti.

## Descrizione
La chiesa è correttamente orientata e si trova a ridosso degli svincoli stradali di viale Fulvio Testi e dell'autostrada A4. Nonostante ciò, rimane isolata e in posizione decentrata rispetto al tessuto edilizio residenziale. Essa si affaccia su una rotonda stradale che al centro presenta un'opera raffigurante la Madonna.

### Esterno
L'edificio è ad un'unica navata di forma rettangolare, mentre esternamente la forma ricorda quella di una capanna. La chiesa risulta sopraelevata rispetto alla strada, con un'ampia gradinata a 5 gradini in pietra grigia. Le pareti sia interne che esterne sono realizzate in mattoni a vista mentre in facciata sono presenti 3 portoni in legno, il principale al centro più grande, sormontati da vetrate colorate che arrivano fino al tetto. Al di sopra dei portoni si trovano tre architravi decorati con tondi con il monogramma di Cristo (Chi Rho). Solamente nel tondo sul portale centrale è raffigurato il volto di Gesù. Il tetto è a due falde e sporge di circa due metri dal lato della facciata e viene sostenuto lateralmente da due controventi, creando una sorta di porticato. Sui lati della Chiesa sono presenti sottili fenditure verticali colorate mentre a ridosso della sottogronda un nastro di finestratura percorre tutta la parete. Sulla destra, una rampa in muratura permette l'ingresso in prossimità del presbiterio.

### Interno
L'aula assembleare presenta per tutta la sua lunghezza portali in cemento armato costituiti da pilastri, sui quali sono affisse le stazioni della Via Crucis, e travi reticolari a vista che sorreggono il tetto, dipinto internamente di bianco. La luce naturale fa il suo ingresso grazie alla finestratura a nastro e alle lamelle presenti sulle pareti laterali assieme alla croce incisa nel muro sul fondo della Chiesa, di vetro color giallo.
Nella controfacciata, le vetrate colorate sormontanti i portoni rappresentano, rispettivamente da sinistra a destra, la nascita di Gesù, il Cristo risorto e il Cristo in croce.
La parete dietro il presbiterio (quest'ultimo rialzato di quattro gradini rispetto all'aula assembleare) risulta essere ad angolo acuto e davanti ad essa sono presenti tre pareti divisorie curve decorate con toni blu e oro. Sono presenti tre altari, di cui quello centrale con struttura in metallo e lateralmente, in posizione simmetrica, due altari secondari. Su quello di destra è appoggiato il tabernacolo, su quello di sinistra il libro della Parola. A destra della mensa, vi è il fonte battesimale, sulla sinistra si trova l'ambone mentre dietro la sede della presidenza.